# Brandstofcelbus

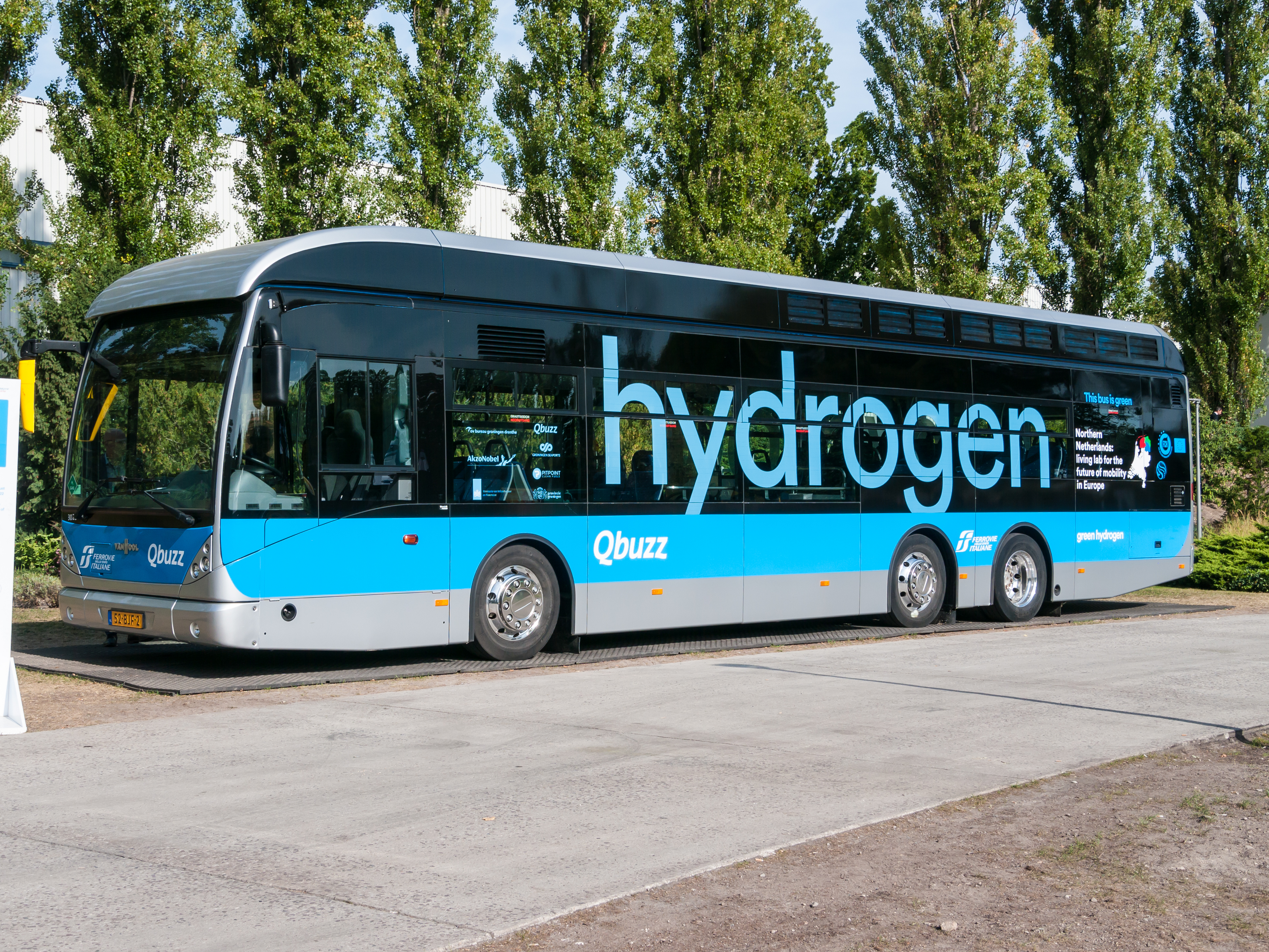
Waterstofbus van Belgische Van Hool makelij

De brandstofcelbus, waterstofbus of H-bus is een elektrisch aangedreven stadsbus die via een brandstofcel in de bus van elektrische stroom wordt voorzien. De brandstofcel zet waterstof om in elektriciteit. De brandstofcelbus is net zo schoon als een trolleybus.
De brandstofcelbus zou in de toekomst het einde van de trolleybus kunnen betekenen, omdat deze bus het voordeel van elektrische aandrijving (geen uitstoot van uitlaatgassen) combineert met het voordeel van rijden zonder gebondenheid aan bovenleidingen. Tevens kan de elektrische bus het einde betekenen van de dieselbus.
De nadelen van de brandstofcelbus zijn vooral de hoge aanschafkosten van de bussen en de kosten van de waterstofproductie-unit en tankinstallatie.

## CUTE
In het kader van het het Europese project Clean Urban Transport for Europe (CUTE) testen 9 Europese stadsvervoerders elk 3 stadsbussen met een brandstofcel. De bussen gaan rijden of rijden al in Reykjavik, Madrid, Barcelona, Hamburg, Stuttgart, Luxemburg, Londen en Stockholm. Het project zal zo'n twee jaar duren.
In het Australische Perth komen bussen met brandstofcel te rijden in het kader van een ander project.

### Nederland

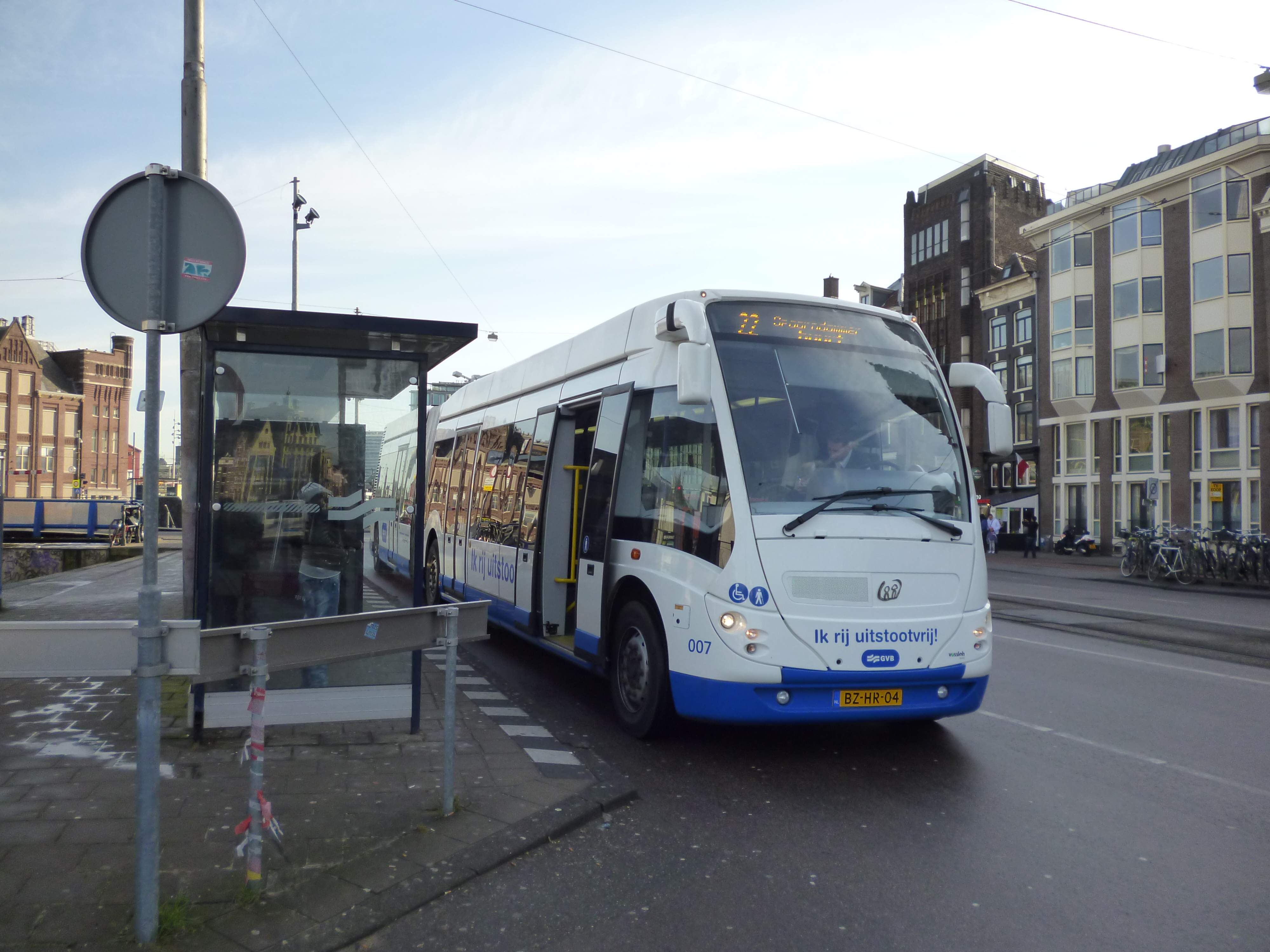
Phileas 007 van het GVB bij het centraal station in Amsterdam

In Nederland deed het vervoerbedrijf GVB mee aan het CUTE-project. Tussen 14 december 2003 en 12 januari 2008 reden de drie Amsterdamse brandstofcelbussen van het type Mercedes-Benz Citaro (001–003) op de lijnen 35 en 38 in Amsterdam-Noord.
Van begin 2012 tot en met eind 2014 werd bij het vervoerbedrijf GVB wederom een proef genomen waarbij een tweetal gelede van het type Phileas waterstofbussen (007 en 008) op lijn 22 werden ingezet.
Syntus Gelderland startte in augustus 2016 ook een proef met een waterstofbus van het type Solbus Solcity, die vooral rond Apeldoorn wordt ingezet. Vier jaar later kwam er voor Syntus Gelderland een tweede waterstofbus bij, dit keer van het type Ursus City Smile. Beide bussen zijn per 13 december 2020 buiten dienst gesteld.
Qbuzz startte in 2017 een proef in Drenthe en Groningen met twee volledig elektrisch bussen (met accu) (3026 en 3027) en twee waterstofbussen (3028 en 3029). In hetzelfde jaar ging de RET ook met twee waterstofbussen (406 en 407) rijden. In 2020 bestelde Qbuzz 30 waterstofbussen (7201-7230), die sinds 2021 wordt ingezet. Beide bedrijven zetten waterstofbussen in van het type Van Hool A330FC.
Busbedrijf Hermes, een dochterbedrijf van Connexxion startte in mei 2017 in Eindhoven een proef met twee waterstofbussen. Hermes nam de Amsterdamse bussen 007 en 008 over.

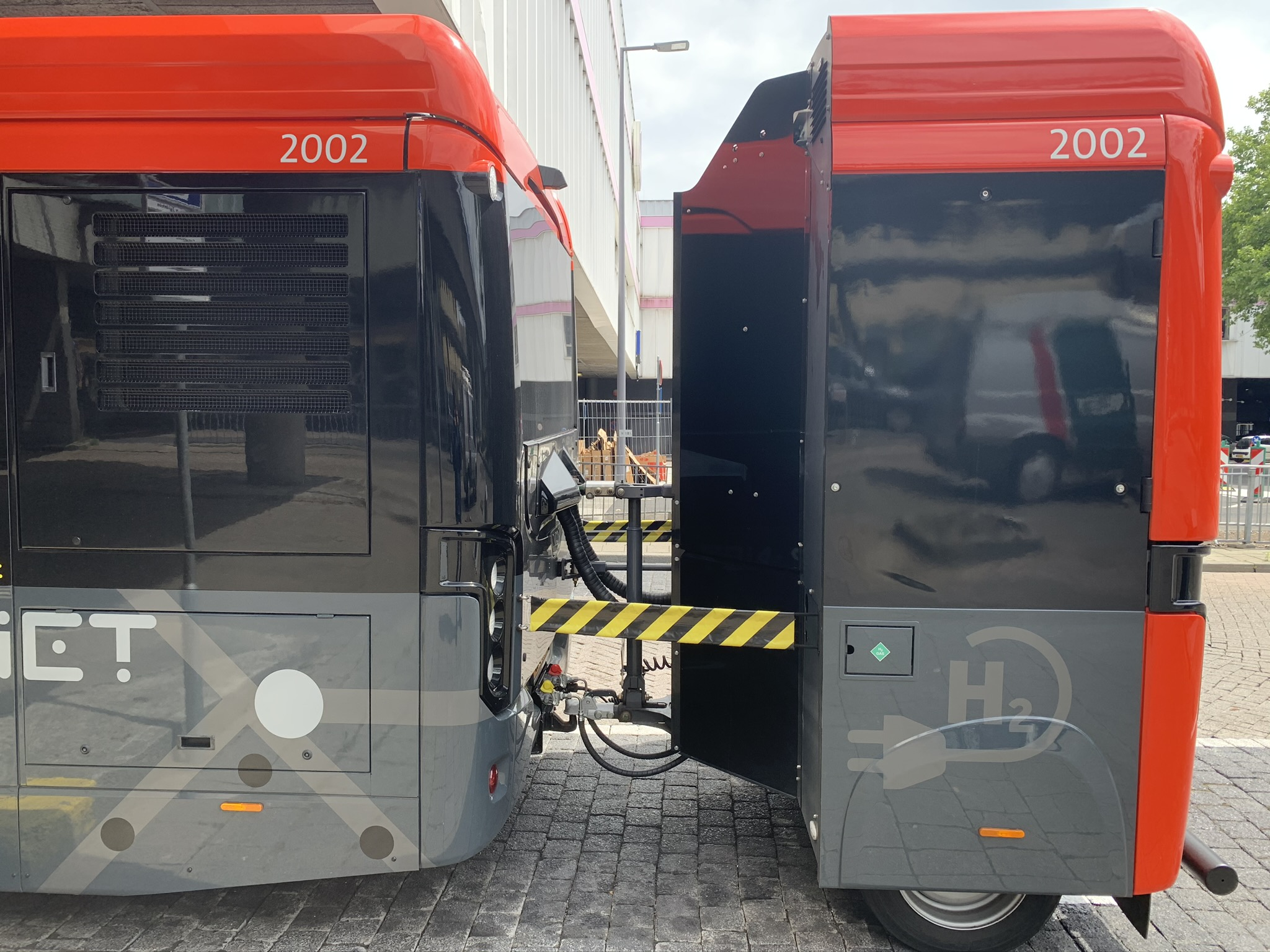
De waterstof-range-extender-aanhangwagen die achter een VDL Citea hangt.

 Sinds 8 juni 2020 rijdt Connexxion op R-net lijn 436 in de concessie Hoeksche Waard - Goeree-Overflakkee met 4 waterstofbussen van het type VDL Citea SLF-120 Electric H2. Het gaat om volledig elektrische bussen met een waterstof-range-extender-aanhangwagen. In hetzelfde gebied rijdt Connexxion sinds 2022 met 20 waterstofbussen van het type Solaris Urbino 12 hydrogen. Hetzelfde type bus wordt sinds 2023 ook door Arriva gereden, voor inzet in de Achterhoek.

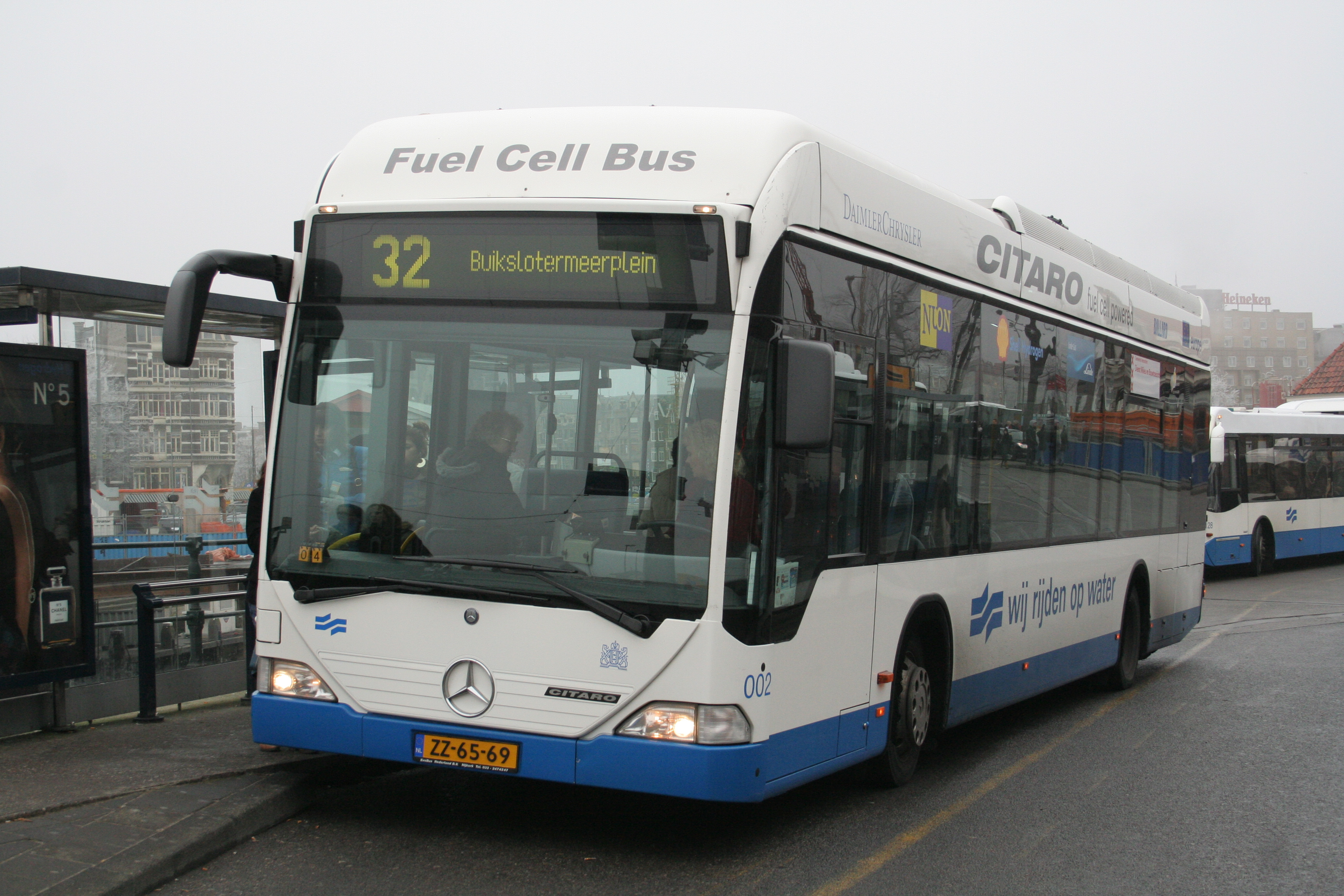
Waterstofbus 002 op lijn 32 op het Stationsplein. Deze bus is nog als museumbus aanwezig.
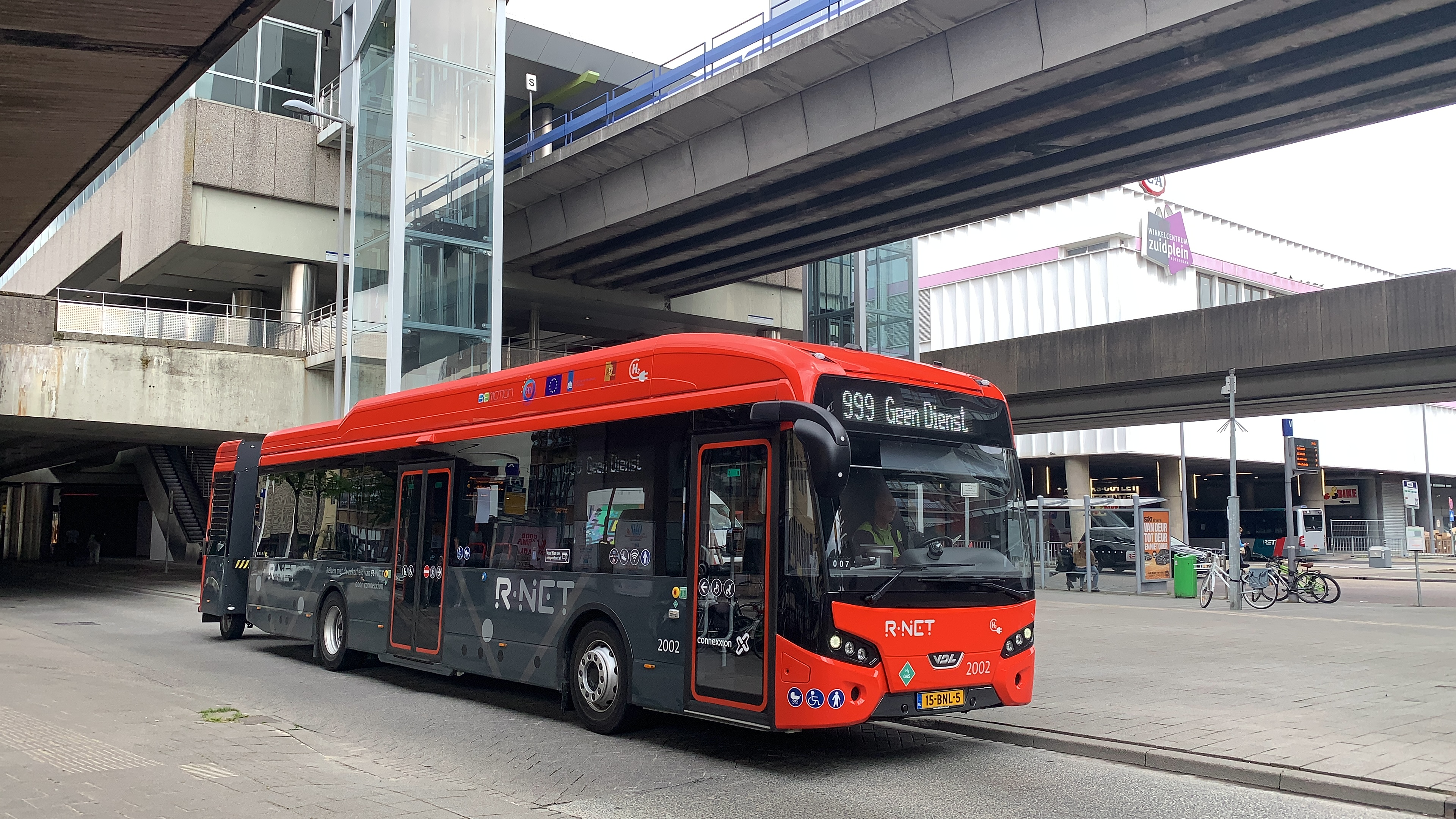
Connexxion 2002 te Rotterdam Zuidplein.
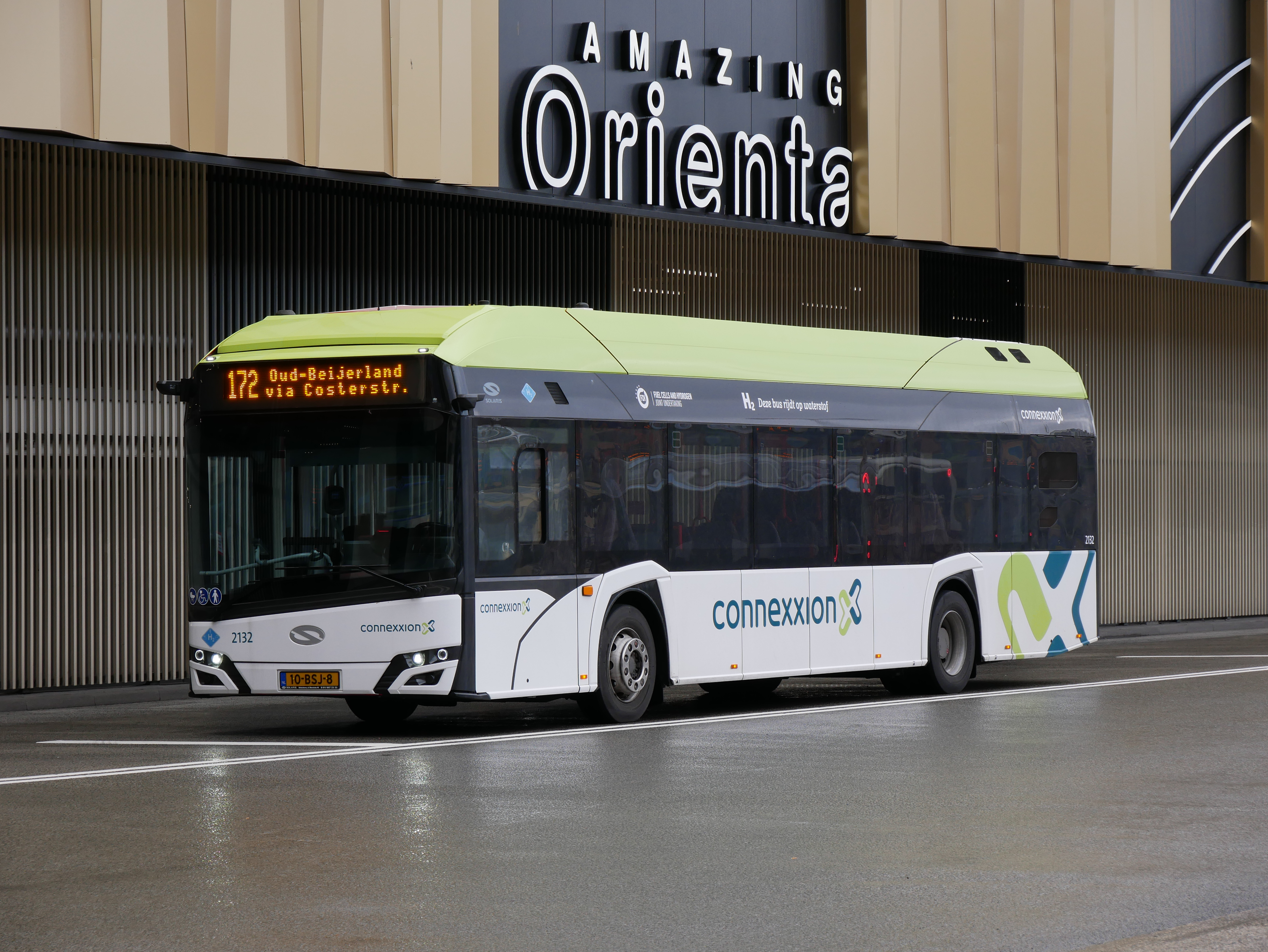
Connexxion 2132 als lijn 172 op het busstation Zuidplein

### Afspraken vergroening lijnbussen
Vanaf 2025 moeten alle nieuwe bussen en vanaf 2030 alle bussen in het openbaar vervoer rijden op elektriciteit en/of waterstof. Staatssecretaris Dijksma van Infrastructuur en Milieu maakte op 15 april 2016 afspraken met alle vervoersregio's over de vervanging van vervuilende Nederlandse bussen.

### België
In België bouwde Van Hool een prototype voor een brandstofcelbus, in samenwerking met verschillende industriële partners en de Vlaamse Overheid. Hiervoor nam de busfabrikant het driedeursmodel NewA330 als basis. De bus werd uitgerust met een tweede achteras, en is langer dan een gewone standaardbus (13,2 meter in plaats van 12 meter). Hij blijft echter bijzonder wendbaar, dankzij de meesturende tweede as. De bus is fluisterstil omdat er geen bewegende delen aanwezig zijn in de aandrijving. Het prototype kreeg de naam NewA 330FC (=FuelCell), en gebruikt de energie van een brandstofcel die met waterstof gevoed wordt als aandrijving. Er heeft geen verbrandingsproces plaats, waardoor er geen enkele schadelijke stof wordt uitgestoten. Het enige wat de bus uitstoot is waterdamp.
Omdat de cel niet genoeg vermogen kan leveren voor het optrekken wordt ze bijgestaan door elektriciteit uit batterijen. Bij het afremmen wordt de remenergie gerecupereerd om de batterij terug op te laden.
Voor het testen van de "waterstofbus" werd beroep gedaan op de Vlaamse Vervoersmaatschappij De Lijn.
Vanaf 18 juni 2007 werd het voertuig tussen Antwerpen en Lier ingezet. Tijdens deze eerste proefperiode bleek het model nog vele problemen te vertonen. Zo opteerde men na enige tijd onder andere voor een ander merk batterij, aangezien de eerste batterijen te zwak bleken en te veel defecten veroorzaakten.
Vanaf 3 maart 2008 wordt de bus ingezet tussen Sint-Niklaas en Dendermonde, vermoedelijk tot eind april. Het voertuig heeft een vaste dienst op lijn 91, en moet nog dagelijks naar de Van Hool-fabriek te Lier voor opvolging en om waterstof te tanken.
Intussen zijn er verschillende persvoorstellingen, en de bus zal nog op verscheidene plaatsen proef lopen.
Diverse vervoersbedrijven toonden reeds interesse voor het model. Het zal echter nog wel een tijd duren eer men in serie kan beginnen produceren, al is men wel overtuigd van de haalbaarheid van serieproductie, eens het model volledig op punt staat.